# Roeselia pygmaea
Roeselia pygmaea är en fjärilsart som beskrevs av George Francis Hampson 1900. Roeselia pygmaea ingår i släktet Roeselia och familjen trågspinnare. Inga underarter finns listade.